# Mellet
Mellet (Waals: Melet of Melet-dlé-Gochliye) is een dorp in de Belgische provincie Henegouwen, en een deelgemeente van de Waalse gemeente Les Bons Villers.
Mellet was een zelfstandige gemeente, tot die bij de gemeentelijke herindeling van 1977 toegevoegd werd aan de gemeente Les Bons Villers. Het dorp wordt ook wel village des carottes (worteldorp) genoemd door de inwoners van de naburige gemeenten. Deze bijnaam komt van de overvloedige teelt van wortelen. Wortelen dienen zelfs als symbool voor de verschillende activiteiten die het hele jaar door in het dorp plaatsvinden.

## Geschiedenis

### Etymologie
De oorsprong van Mellet is onzeker en de mogelijkheden zijn talrijk. De naam kan afkomstig zijn van het Latijnse melum (appel, plaats waar appelbomen groeien), van het Oudfranse mesle of van het Waalse mèsple (Mispel, plaats waar mispelbomen groeien), of van het Oudfranse melé (honing, geelachtig).

## Demografische ontwikkeling
- Bronnen:NIS, Opm:1831 tot en met 1970=volkstellingen, 1976= inwoneraantal op 31 december

## Bezienswaardigheden
- Een oude heirbaan, scheidt Mellet van het naburige dorp Villers-Perwin. De baan verbond Bavay met Tongeren. Het tracé is nog steeds zichtbaar.
- De Sint-Maarten-en-Mutien-Mariekerk, dateert uit de 8e eeuw en 9e eeuw en heeft een gotische interieur.
- De donjon van Mellet, het enige overblijfsel van het oude middeleeuwse kasteel, is vandaag de dag een toeristisch centrum en herbergt een museum dat zich op de geschiedenis en de folklore van het dorp richt, en ook op het maken van dakpannen.
- Het geboortehuis van broeder Mutien-Marie Wiaux, staat achter de kerk.

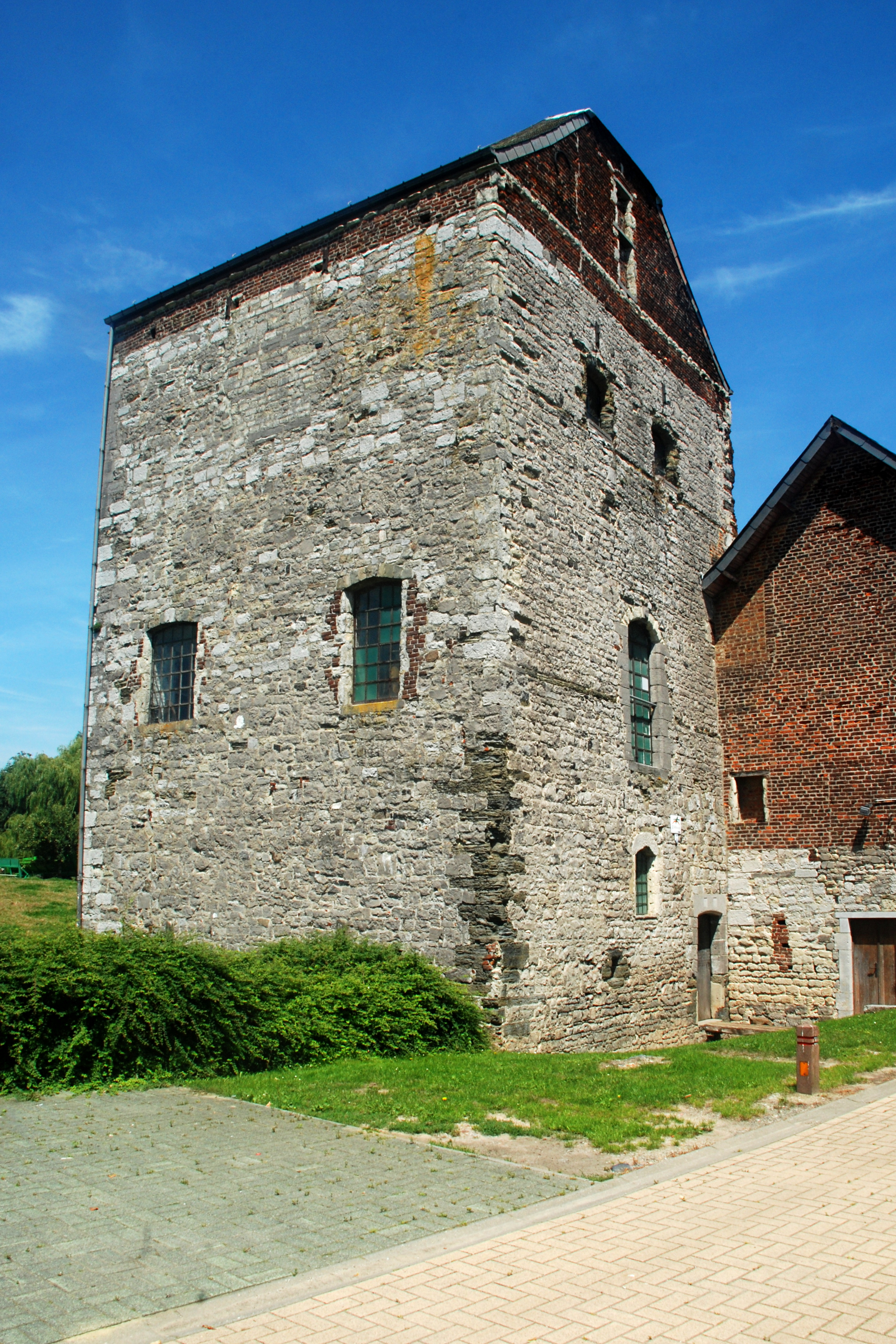
Donjon van Mellet.
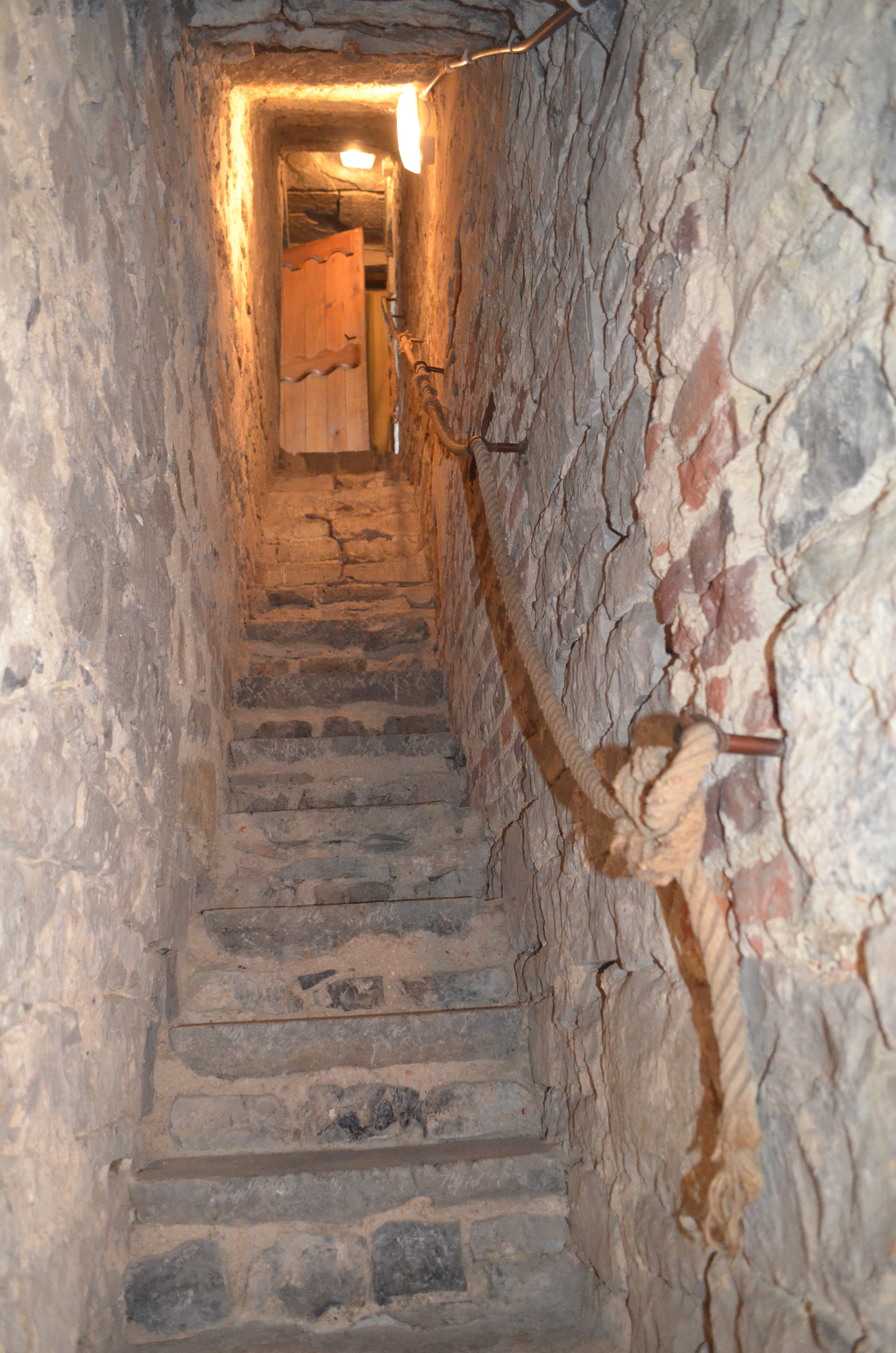
Intramurale trap in de donjon.
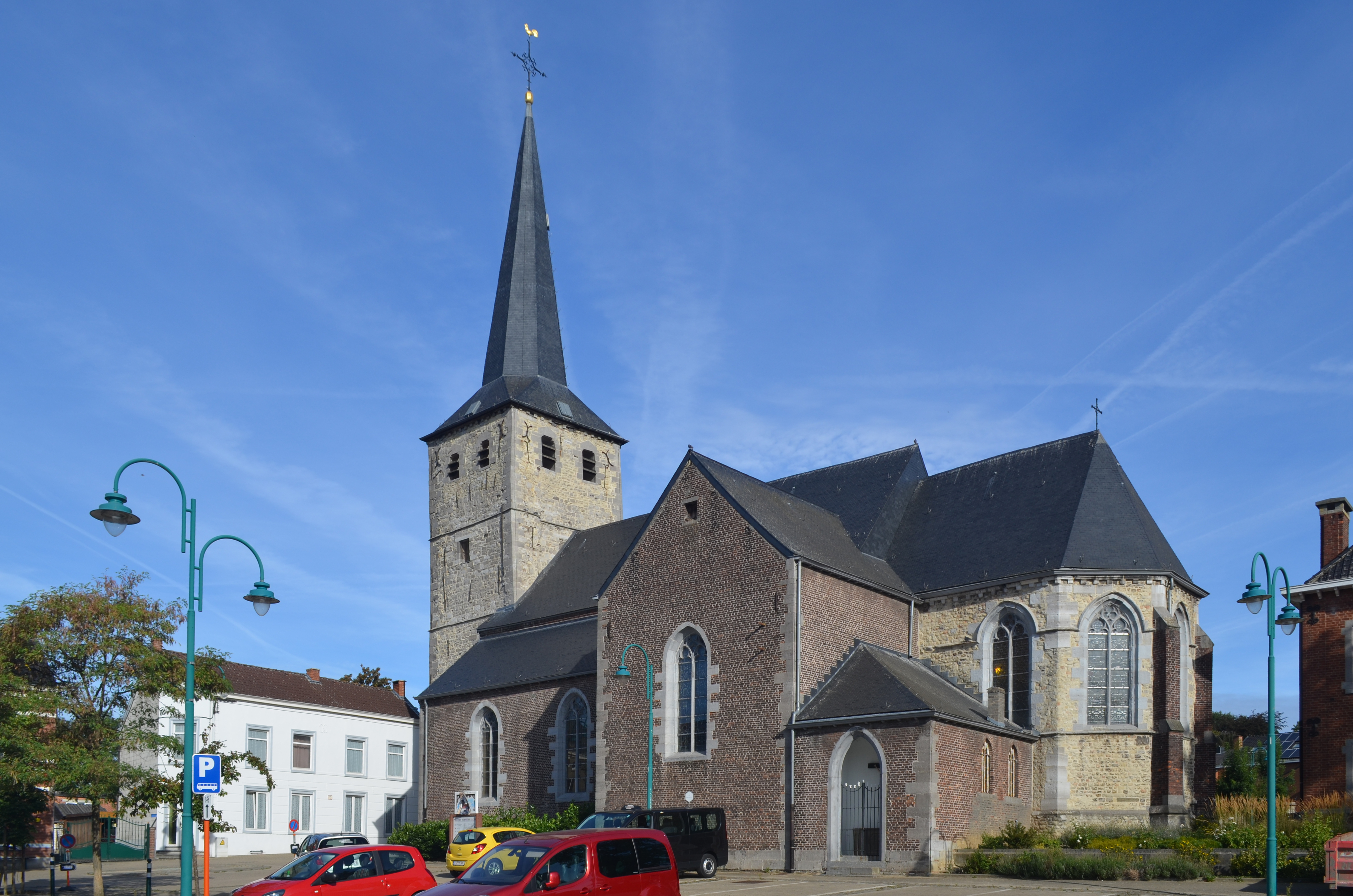
De Sint-Maarten-en-Mutien-Mariekerk.
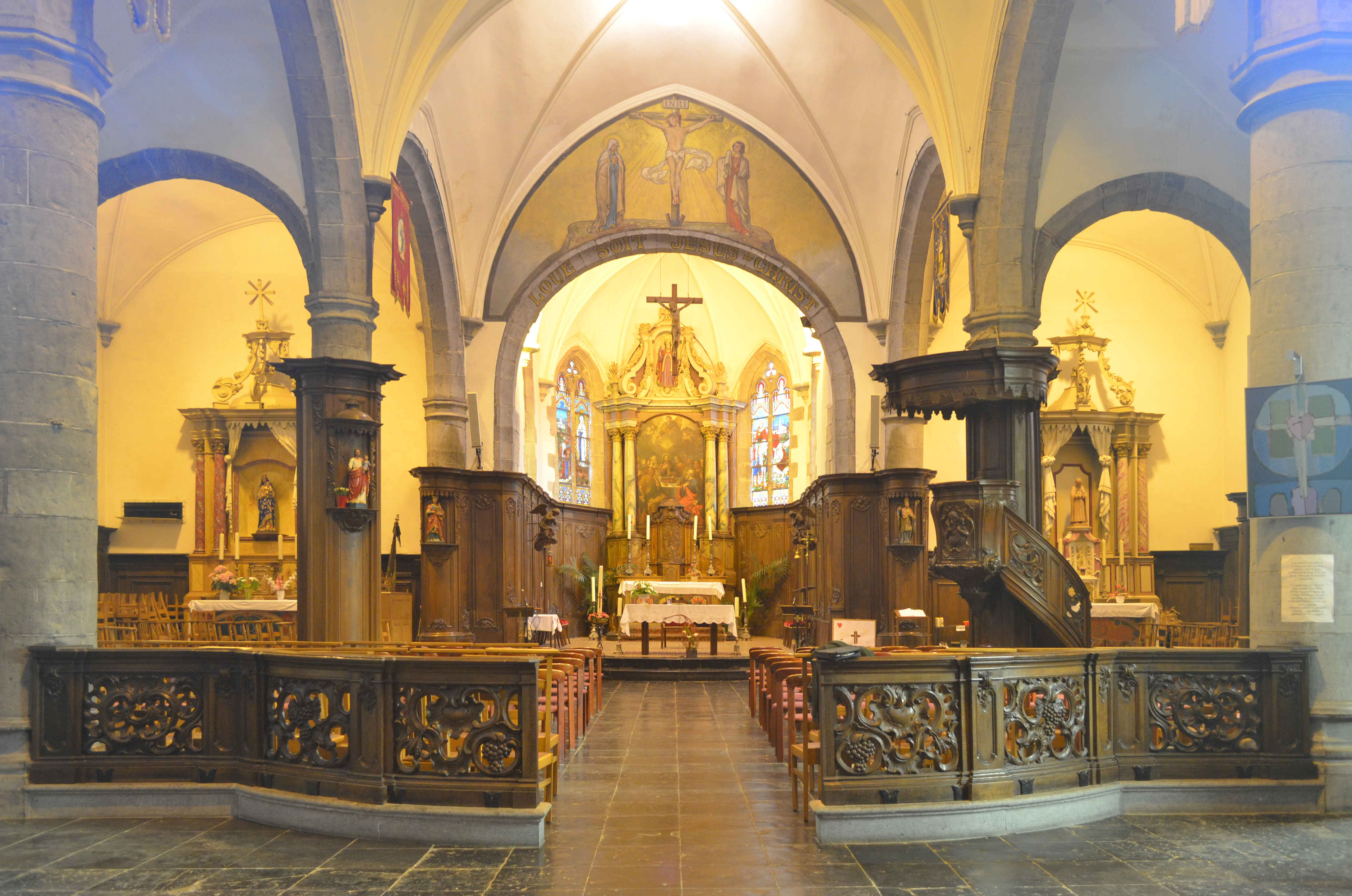
Schip van de kerk.

## Cultuur

### Evenementen
- Elk jaar vindt in september een kermis plaats.[1]
- Tijdens de kermis is er een hardloopwedstrijd, die Jogging des carottes (Wortelrun) wordt genoemd.[2]
- Elk jaar, tegen het einde van april, vindt de traditionele Grand Feu de Mellet plaats, een typisch Waalse traditie. Er wordt een praalwagenparade georganiseerd tot de avond, wanneer een nepheks boven op een groot vreugdevuur wordt verbrand.

### Activiteiten
- Sinds 1893 heeft het dorp een harmonieorkest: de Harmonie Royale de Mellet.[3]
- Een theatergezelschap geeft reglematig voorstellingen in het Waals.[4]
- Een manege biedt paardrijlessen aan.
- Het dorp bezit ook een scoutingseenheid.
- Wedstrijden vinden vaak plaats op het voetbalveld van Mellet Sport.

## Buurtspoorweg
Mellet is gelegen aan de vroegere buurtspoorweg van Incourt naar Courcelles, voornamelijk aangelegd voor het goederenvervoer, volledig geopend op 17 oktober 1904 (tot Mellet op 11 juli, tot Gosselies op 29 augustus). Op 3 juli 1915 kwam er een aansluiting in Gosselies op het elektrisch tramnet van Charleroi. Op 30 april 1932 is de lijn tot Mellet geëlektrificeerd en werd het dorp bereikt vanuit Charleroi door de elektrische tramlijn 60. Reizigers konden dan in Mellet overstappen op de stoomtram en later de motortram naar Incourt en Geldenaken (zie lijn 324). Op 31 augustus 1953 werd de lijn naar Brabant gesloten voor reizigers (was al vanaf 30 september 1950 beperkt tot Chastre) en op 17 maart 1958 voor het goederenverkeer. De elektrische tram naar Charleroi reed voor het laatst op 28 oktober 1957.

## Bekende inwoners
- Mutien-Marie Wiaux, broeder en heilige.